# Emilie de Ravin
Emilie de Ravin est une actrice australo-américaine d'ascendance française, née le 27 décembre 1981 à Mount Eliza (Victoria, Australie).
Elle a joué le rôle de Tess Harding dans Roswell (2000-2002), ainsi que le rôle de Claire Littleton dans Lost : Les Disparus (2004-2010) et Belle dans le drame Once Upon a Time (2012-2018).

## Biographie

### Carrière
Emilie de Ravin a des ancêtres français. Elle intègre à l'âge de 9 ans le Christa Cameron School of Ballet à Melbourne[réf. nécessaire]. Quelques années plus tard, elle part aux États-Unis et y commence une carrière d'actrice. On la connaît notamment pour son rôle de Tess Harding dans la série télévisée Roswell. La même année (2002), elle apparaît dans le téléfilm Carrie, un remake du film de Brian De Palma sorti en 1976, où elle tient le rôle de Chris Hargensen, une lycéenne odieuse qui a été exclue du bal de fin d'année pour avoir défié sa prof de sport alors que ses camarades et elle ont été punies pour les maltraitances qu'elles ont fait endurer à Carrie, et qui prépare un mauvais coup pour se venger. 

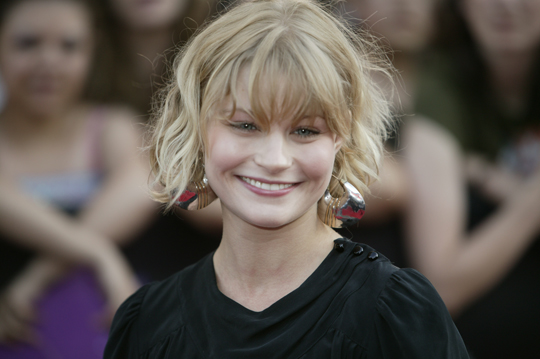
L'actrice en 2007.

Elle incarne par la suite Claire Littleton, une jeune femme enceinte qui tente de survivre et de protéger son bébé, dans la série Lost : Les Disparus.
En 2010, elle tourne Remember me avec l'acteur Robert Pattinson. En 2011, elle apparaît dans la série télévisée Once Upon a Time dans le rôle de Belle, elle en devient personnage régulier à partir de la saison 2.

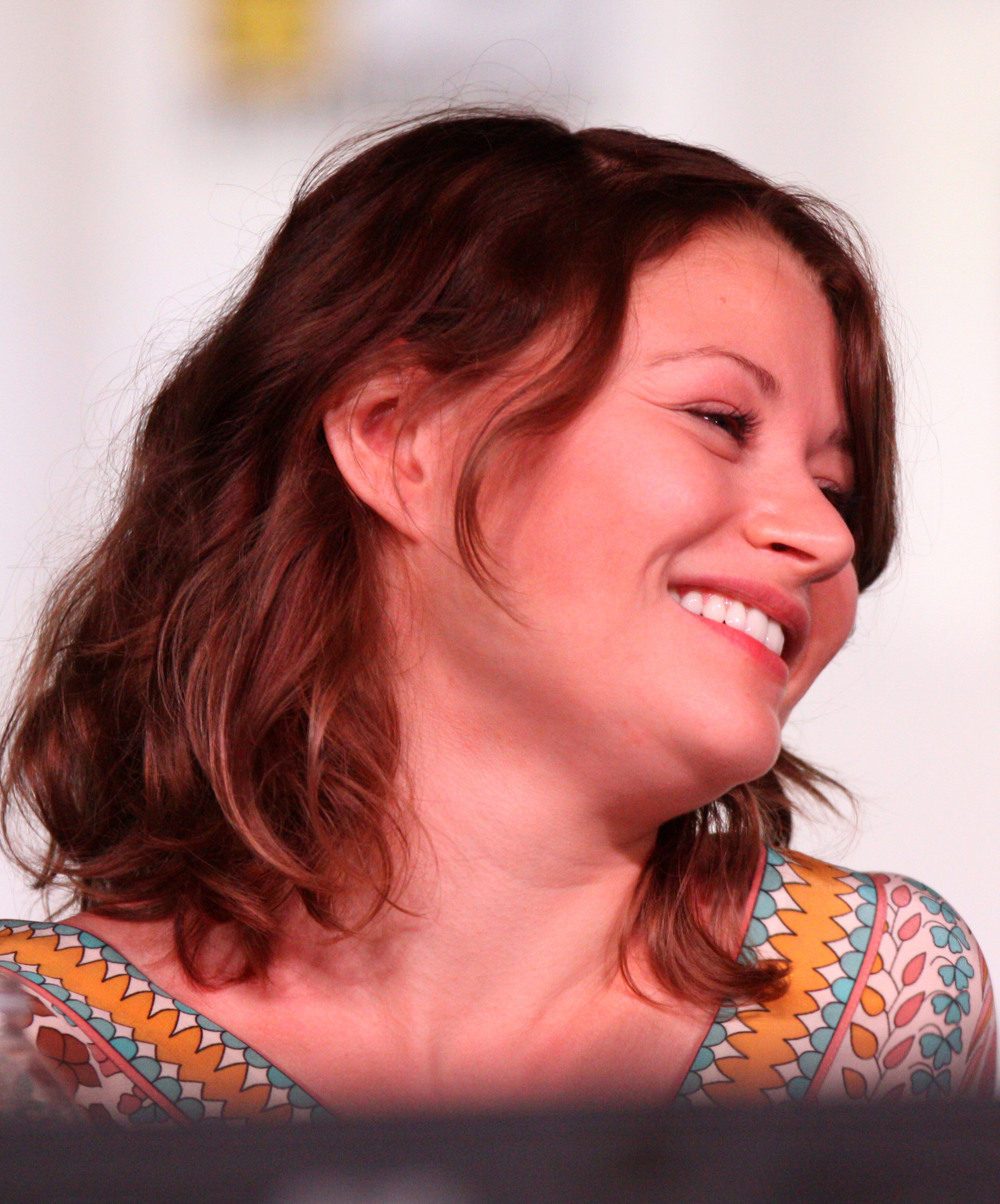
L'actrice au Comic Con de San Diego en 2012.

### Vie privée
Elle rencontre l'acteur Josh Janowicz à Los Angeles. Le couple se marie le 19 juin 2003 à Melbourne, en Australie. Ils se séparent six mois après leur mariage, puis se réconcilient. En juin 2009, ils vivent séparément et demandent le divorce. En octobre 2009, elle annule le divorce après un voyage au Japon avec son mari. Le 8 juillet 2014, Émilie De Ravin demande le divorce. Le couple se sépare le 1er novembre 2014.
Elle est en couple avec son petit ami Eric Bilitch. Le 12 mars 2016, elle donne naissance à une fille, Vera Audrey De Ravin-Bilitch. Le couple annonce ses fiançailles le 6 juillet 2016. Le 9 décembre 2018, elle donne naissance à son fils, Theodore Kubrick de Ravin-Bilitch. Le 25 août 2023, elle donne naissance à sa fille, Alice Enid de Ravin-Bilitch.
Le 18 janvier 2018, Eric Bilitch annonce qu'elle est devenue citoyenne américaine[source secondaire nécessaire].

## Filmographie

### Cinéma
- 2005 : Brick de Rian Johnson : Emily
- 2005 : Santa's Slay de David Steiman : Mary "Mac" Mackenzie
- 2006 : La colline a des yeux (The Hills Have Eyes) d'Alexandre Aja : Brenda Carter
- 2008 : Ball Don't Lie de Brin Hill : Baby
- 2009 : Public Enemies de Michael Mann : Barbara Patzke
- 2010 : The Perfect Game de William Dear : Frankie Stevens
- 2010 : Operation Endgame de Fouad Mikati : Hierophant
- 2010 : Remember Me d'Allen Coulter : Ally Craig
- 2010 : Le Caméléon de Jean-Paul Salomé : Kathy Jansen
- 2012 : Love and Other Troubles de Samuli Valkama : Sara
- 2015 : The Submarine Kid d'Eric Bilitch : Alice

### Télévision

#### Téléfilms
- 2002 : Carrie de David Carson : Chris Hargensen
- 2009 : Sur le fil (High Noon) de Peter Markle : Lieutenant Phoebe McNamara
- 2013 : Air Force One ne répond plus (Air Force One is Down) de Cilla Ware : Francesca Romero

#### Séries télévisées
- 1999 - 2000 : BeastMaster, le dernier des survivants (BeastMaster) : Démon Curupira
- 2000 - 2002 : Roswell : Tess Harding
- 2003 : NCIS : Enquêtes spéciales : Nancy, touriste australienne (saison 1 épisode 3)
- 2003 - 2004 : FBI : Opérations secrètes (The Handler) : prostituée russe Gina
- 2004 : Les Experts : Miami : Venus Robinson
- 2004 - 2010 : Lost : Les Disparus (Lost) : Claire Littleton
- 2011 - 2018 : Once Upon A Time : Belle / Belle French
- 2012 : Americana : Francesca Soulter

## Jeux vidéo
- 2008 : Lost: Via Domus : Claire Littleton (voix)

## Voix françaises
En France, Karine Foviau, est la voix française régulière d'Emilie de Ravin depuis la série Lost : Les Disparus en 2004.
Au Québec, deux comédiennes lui ont prêté sa voix. 
En France
| - Karine Foviau, dans : - Lost : Les Disparus (série télévisée) - Lost : Les Disparus, le jeu vidéo (jeu vidéo) - Public Enemies - Sur le fil (téléfilm) - Le Caméléon - Air Force One ne répond plus (téléfilm) - Once Upon a Time (série télévisée) | Et aussi - Carole Agostini dans Roswell (série télévisée) - Laura Préjean dans Carrie (téléfilm) - Léa Gabriele dans Les Experts : Miami (série télévisée) - Dorothée Pousséo dans La colline a des yeux - Ingrid Donnadieu dans Remember Me, - Aurore Bonjour dans La vie secrète de mon mari (téléfilm) |

Au Québec
- Pascale Montreuil dans Brick[4]
- Magalie Lépine-Blondeau dans La rage de vivre[4]